# Municipio de Huntly
El municipio de Huntly (en inglés: Huntly Township) es un municipio ubicado en el condado de Marshall en el estado estadounidense de Minnesota. En el año 2010 tenía una población de 77 habitantes y una densidad poblacional de 0,81 personas por km².

## Geografía
El municipio de Huntly se encuentra ubicado en las coordenadas 48°28′53″N 96°11′57″O / 48.48139, -96.19917. Según la Oficina del Censo de los Estados Unidos, el municipio tiene una superficie total de 94.87 km², de la cual 93,42 km² corresponden a tierra firme y (1,54 %) 1,46 km² es agua.

## Demografía
Según el censo de 2010, había 77 personas residiendo en el municipio de Huntly. La densidad de población era de 0,81 hab./km². De los 77 habitantes, el municipio de Huntly estaba compuesto por el 94,81 % blancos, el 1,3 % eran de otras razas y el 3,9 % eran de una mezcla de razas. Del total de la población el 5,19 % eran hispanos o latinos de cualquier raza.